# Saurauia schultzeorum
Saurauia schultzeorum är en tvåhjärtbladig växtart som beskrevs av Herman Otto Sleumer. Saurauia schultzeorum ingår i släktet Saurauia och familjen Actinidiaceae. Inga underarter finns listade i Catalogue of Life.